# Liparis rhodosoma
Liparis rhodosoma är en fiskart som beskrevs av Burke, 1930. Liparis rhodosoma ingår i släktet Liparis och familjen Liparidae. Inga underarter finns listade i Catalogue of Life.